# Ranunculus strigulosus
Ranunculus strigulosus là một loài thực vật có hoa trong họ Mao lương. Loài này được Schur miêu tả khoa học đầu tiên năm 1866.